# Grand Prix de Pau 1948
De Grand Prix de Pau 1948 was een autorace die werd gehouden op 29 maart 1948 op het Circuit de Pau in de Franse stad Pau.

## Uitslag
| Positie | Rijder                  | Team          | Ronden | Tijd/Opgave   |
| ------- | ----------------------- | ------------- | ------ | ------------- |
| 1       | Nello Pagani            | Maserati      | 110    | 3:33:30.0     |
| 2       | Raymond Sommer          | Maserati      | 109    | Wiel          |
| 3       | Yves Giraud-Cabantous   | Talbot-Lago   | 108    | +2 ronden     |
| 4       | Charles Pozzi           | Talbot-Lago   | 108    | +2 ronden     |
| 5       | Louis Rosier            | Talbot-Lago   | 107    | +3 ronden     |
| 6       | Jean-Pierre Wimille     | Simca-Gordini | 105    | +5 ronden     |
| 7       | Emmanuel de Graffenried | Maserati      | 100    | +10 ronden    |
| NF      | José Scaron             | Simca-Gordini | 81     | Ophanging     |
| NF      | Henri Louveau           | Maserati      | 64     | Motor         |
| NF      | Eugène Chaboud          | Delahaye      | 46     | Transmissie   |
| NF      | Louis Chiron            | Talbot-Lago   | 32     | Olie          |
| NF      | Eugene Martin           | Frazer Nash   | 21     | Ongeluk       |
| NF      | Harry Schell            | Cisitalia     | 6      | Differentieel |
| NF      | Roger Loyer             | Cisitalia     | 4      | Differentieel |
| NF      | Birabongse Bhanubandh   | Simca-Gordini | 0      | Ophanging     |